# Mahilëŭskaja (metropolitana di Minsk)
La stazione Mahilëŭskaja (Магілёўская; in russo Могилёвская?, Mogilëvskaja) è una stazione della metropolitana di Minsk, capolinea orientale della linea Aŭtazavodskaja.